# Il Pensiero di Nizza
Il Pensiero di Nizza fu un quotidiano francese in lingua italiana pubblicato a Nizza dal 1871 al 1895

## Storia

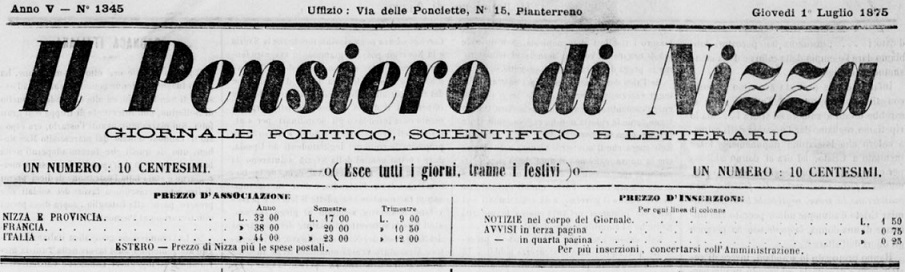
Testata de Il Pensiero di Nizza.

Il Pensiero si rifaceva al quotidiano nizzardo Il Diritto di Nizza, che fu bloccato dal prefetto francese Marco Dufraisse nel febbraio 1871 assieme a La Voce di Nizza, scatenando una sommossa antifrancese durata dall'8 all'11 febbraio di quell'anno. Nel tentativo di calmare gli animi dei nizzardi italiani in questi Vespri nizzardi fu autorizzato il Pensiero (anteriormente nato per pochi anni nel 1805) in sostituzione dei primi due giornali, chiusi perché promotori dell'unione di Nizza all'Italia.
Nei decenni successivi fu diretto da Giuseppe André, fino a che fu soppresso dalle autorità francesi nel 1895 (ben 35 anni dopo l'annessione) con l'accusa di irredentismo, mentre era principalmente autonomista.
Ad esso collaborarono i maggiori scrittori italiani di lingua italiana del Nizzardo: Giuseppe Bres, Enrico Sappia, Giuseppe André e molti altri. Sappia tenne su Il Diritto di Nizza una famosa rubrica intitolata Chiacchiere del sabato. Questo dimostra l'esistenza nel Nizzardo di un'ampia fascia di popolazione di espressione italiana che poi pian piano si estinse a seguito della lotta delle autorità francesi all'italofonia.
La testata Il Pensiero di Nizza venne ripresa come periodico e quale voce dei nizzardi italofoni da Giulio Vignoli, studioso genovese delle minoranze italiane. In questo foglio, in più numeri, è stata riassunta la letteratura italiana del Nizzardo, dagli albori (XVI secolo) ai nostri tempi.